# فيك واشنطن
فيك واشنطن (بالإنجليزية: Vic Washington)‏ هو لاعب كرة القدم الكندية أمريكي، ولد في 23 مارس 1946 في بلينفيلد في الولايات المتحدة، وتوفي في 31 ديسمبر 2008 في ألينتاون في الولايات المتحدة.
خلال مسيرته في الدوري الوطني لكرة القدم الأمريكية، ركض واشنطن لمسافة 2,208 ياردة في 588 حملة، محققاً 16 هدفاً بينما استقبل 130 ركلة لمسافة 1,090 ياردة وأعاد 129 ركلة لمسافة 3,341 ياردة محققاً 22 هدفاً.